# Bataille d'Austruweel
Guerre de Quatre-Vingts Ans
Batailles
- Chronologie de la guerre de Quatre-Vingts Ans
- Valenciennes
- Austruweel
- Rheindalen
- Heiligerlee
- Jemmingen
- Jodoigne
- Brielle
- 1er Flessingue
- Malines
- Goes
- Mons
- Haarlem
- 2e Flessingue
- Borsele
- Zuiderzee
- Alkmaar
- Leyde
- Reimerswaal
- Mook
- Lillo
- Zierikzee
- 1er Anvers
- 1er Bréda
- Gembloux
- Rijmenam
- 1er Deventer
- Maastricht
- 2e Bréda
- Açores
- 2e Anvers
- 3e Anvers
- Boksum
- Zutphen
- 1er Berg-op-Zoom
- Gravelines
- 3e Bréda
- 2e Deventer
- Groningue
- Huy
- 1er Groenlo1
- 2e Groenlo
- Turnhout
- Nieuport
- Ostende
- L'Écluse
- 3e Groenlo
- Saint-Vincent
- Gibraltar
- Saint-Vincent (1621)
- 2e Berg-op-Zoom
- 4e Bréda
- 4e Groenlo
- Matanzas
- Bois-le-Duc
- Abrolhos
- Slaak
- Maastricht
- 5e Bréda
- Cabañas
- Calloo
- Les Downs
- Saint-Vincent (1641)
- Hulst
- Cavite

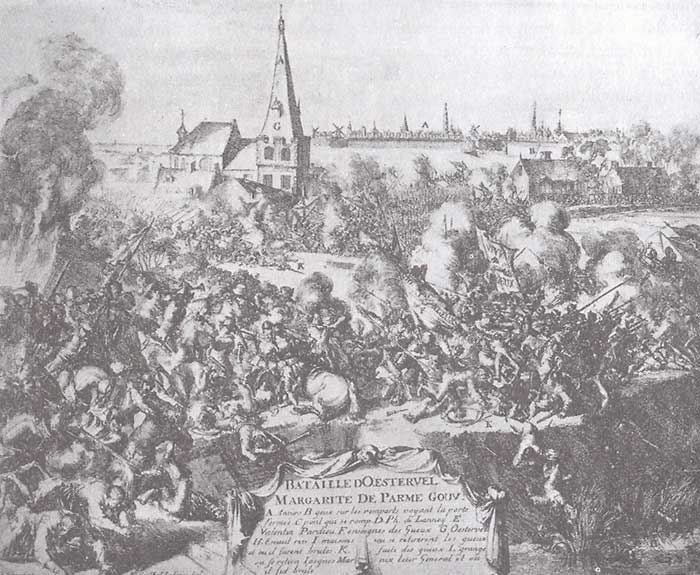
Une gravure de Franz Hogenberg représentant la bataille noté bataille d'Austruweel.

La bataille d'Austruweel (ou bataille d'Oosterweel, bataille d'Austerweel,  bataille d'Oestervel) a lieu le 13 mars 1567 à Austruweel (en néerlandais : Oosterweel), village situé au nord d'Anvers (alors dans le duché de Brabant), au cours de la révolte des Pays-Bas espagnols, dite « révolte des Gueux », contre le roi Philippe II et ses représentants. Elle oppose les troupes espagnoles commandées par Philippe de Lannoy, seigneur de Beauvoir, à un regroupement d'insurgés calvinistes dirigés par Jean de Marnix. 
Cette bataille, qui s'achève par la défaite des insurgés et la mort de Marnix, peut être considérée comme un premier affrontement entre Espagnols et Néerlandais avant le début traditionnellement donné à la guerre de Quatre-Vingts Ans (1568-1648), qui aboutira à la sécession, puis à l'indépendance des Provinces-Unies. 

## Contexte

### Les Pays-Bas espagnols en 1566
Issus de l'empire bourguignon de Charles le Téméraire, ils sont constitués de 17 provinces, allant de la Frise à l'Artois, dont le souverain (duc de Brabant, comte de Flandre, etc.) est, par le jeu des mariages et héritage, le chef de la maison des Habsbourg d'Espagne, le roi Philippe II. Depuis le règne de son père Charles Quint, ces 17 provinces constituent une entité spécifique, séparée du royaume de France ou du Saint-Empire, officiellement appelée « cercle de Bourgogne ». 
Philippe II est représenté dans chaque province par un gouverneur (en néerlandais stathouder), et, pour l'ensemble, par le gouverneur général, à cette date sa demi-sœur Marguerite de Parme (la « gouvernante »), qui réside à Bruxelles. Les habitants sont représentés par les états de chaque province et par les états généraux des 17 provinces. La noblesse néerlandaise est représentée par plusieurs personnalités (notamment Guillaume d'Orange et le comte Lamoral d'Egmont) dans le conseil d'État, conseil de gouvernement qui assiste la gouvernante. 
Les sujets de tension entre Philippe II et ses sujets néerlandais sont nombreux depuis son avènement en 1555 : politiques et fiscaux, mais aussi religieux (problème du traitement de la religion protestante, qui se développe fortement aux Pays-Bas) aboutissent à une crise grave en 1566. 

### La crise de 1566 et la révolte des Gueux
En avril 1566, un groupe de nobles présente à la gouvernante une pétition, le « Compromis des Nobles », proposant des solutions pour maintenir la paix dans le pays ; les pétitionnaires reçoivent à cette occasion le surnom injurieux de « gueux », qu'ils reprennent à leur compte pour s'en glorifier (« banquet des Gueux », du 5 avril). Le soir de cette entrevue, le conseil d'État se prononce pour la « modération » des activités de l'Inquisition, présente aux Pays-Bas depuis 1524, ce qui constitue un désaveu de la politique officielle de répression du protestantisme.
Cet épisode provoque un relâchement général de la discipline religieuse, une intensification de la prédication protestante ; au mois d'août, cela aboutit à deux semaines de « furie iconoclaste » des calvinistes les plus radicaux, marquées par des destructions d'édifices religieux catholiques ou de leur mobilier. C'est le début de la révolte des Gueux. Dans l'ensemble, ce sont les régions situées au sud d'Anvers qui sont les plus touchées.
Les mois suivants sont marqués par des affrontements ponctuels, notamment à Valenciennes (Hainaut), qui est déclarée rebelle en septembre et qui, refusant de se soumettre, est mise en état de siège à partir du 6 décembre 1566. 

## La bataille

### Déroulement
Guillaume d'Orange, burgrave d'Anvers, empêche les protestants de la ville de venir en aide aux calvinistes réunis à Austruweel, estimant qu'ils ont peu de chances de réussir face aux troupes espagnoles. Par ailleurs, étant vicomte de la ville, il n'est pas encore prêt à rompre son serment de fidélité envers son seigneur, Philippe II.

### Bilan et conséquences
Les prisonniers, estimés entre 700 et 800, sont tous exécutés.
La défaite de Marnix interdit toute possibilité de forcer les Espagnols à lever le siège de Valenciennes. Refusant malgré cela de se rendre, la ville est soumise à une canonnade de trois jours qui la contraint à capituler (23 mars).

## Suites
En août 1567, la répression de la révolte des Pays-Bas est confiée au duc d'Albe à la tête de 10 000 soldats espagnols. Beaucoup de gens sont arrêtés, même sans avoir participé activement à l'insurrection (le comte d'Egmont est condamné à mort et sera exécuté en 1568), et beaucoup d'autres se réfugient à l'étranger, dont Guillaume d'Orange, qui lancera dès 1568 une offensive contre le duc d'Albe, début de la guerre de Quatre-Vingts Ans.

## Sources
- (es) Cet article est partiellement ou en totalité issu de l’article de Wikipédia en espagnol intitulé « Batalla de Oosterweel » (voir la liste des auteurs).